# Mohamed Ali Akid
Mohamed Ali Akid (Sfax, Túnez, 5 de julio de 1949 - Riad, Arabia Saudita, 11 de abril de 1979) fue un futbolista tunecino.
Akid jugó con la Selección de fútbol de Túnez en la Copa Mundial de Fútbol de 1978. También jugó para el club de fútbol tunecino CS Sfaxien. La versión oficial de su muerte, a los 29 años de edad, es que el 11 de abril de 1979, Akid fue alcanzado por un rayo durante una sesión de entrenamiento con el club saudí Al Nasr Riyadh.
Las circunstancias de su muerte han generado una controversia entre su familia y las autoridades. Inclusive, su familia ha solicitado practicarle una autopsia a su cuerpo para determinar la causa de su muerte. La autopsia realizada el 18 de julio de 2012 confirmó la presencia de dos disparos en su cuerpo, y el hijo de Akid confirmó la implicación del príncipe árabe Nayef bin Abdelaziz.